# Progressione del record italiano degli 800 metri piani maschili
La voce seguente illustra la progressione del record italiano degli 800 metri piani maschili di atletica leggera.
Il primo record italiano maschile su questa distanza venne ratificato l'11 ottobre 1896. Fino al 1976 sono stati ratificati record misurati con cronometraggio manuale; dal 1976 è entrato in scena il cronometraggio elettronico.

## Progressione

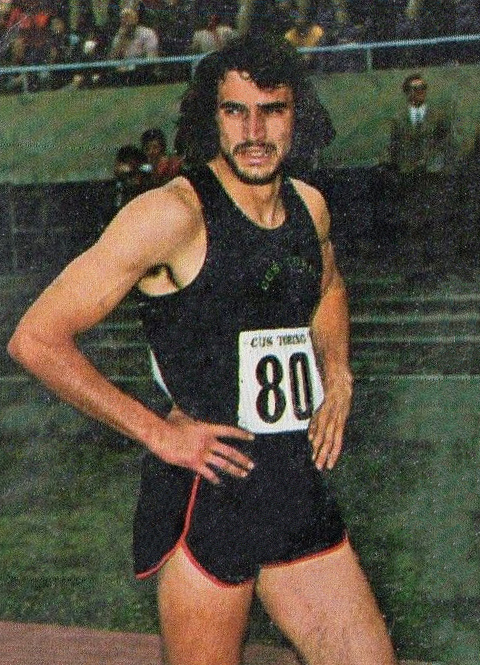
Marcello Fiasconaro, detentore del record italiano dal 1973. Il suo record del 27 giugno 1973, misurato con cronometraggio manuale, è ancora valido insieme a quello con cronometraggio elettronico di Andrea Longo del 3 settembre 2000.

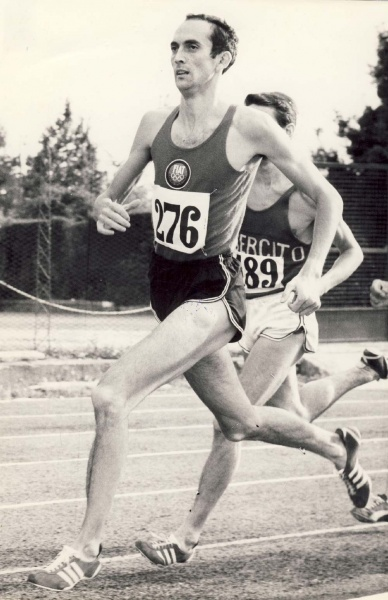
Franco Arese, detentore del record italiano dal 1968 al 1973.

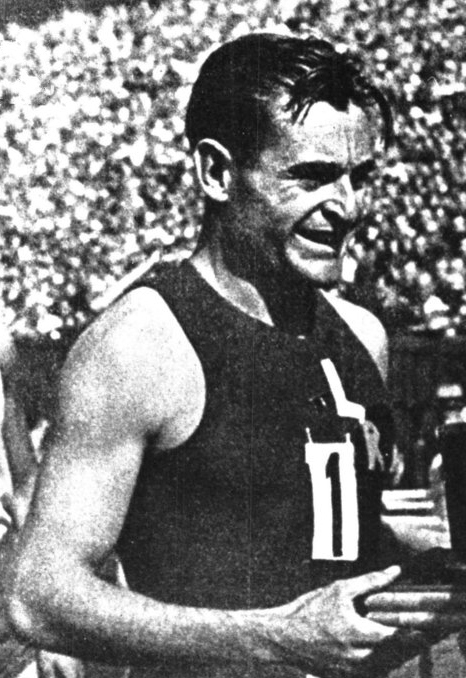
Mario Lanzi, detentore del record italiano dal 1936 al 1963.

| Tempo                      | Atleta              | Società                       | Luogo             | Data              | Note        |
| -------------------------- | ------------------- | ----------------------------- | ----------------- | ----------------- | ----------- |
| 2'20"0                     | Giovanni Campanino  |                               | Valle Lomellina   | 11 ottobre 1896   |             |
| 2'17"0                     | Alfredo Nera        | Speranza Milano               | Milano            | 27 agosto 1897    | y           |
| 2'07"4/5                   | Delfino Autheman    | Centro Sportivo Audace Torino | Torino            | 10 ottobre 1897   | y           |
| 2'02"0                     | Ettore Capucci      |                               |                   | 1902              | y           |
| 1'59"1/5                   | Emilio Lunghi       | Sport Pedestre Genova         | Roma              | 31 maggio 1908    |             |
| 1'57"1/5                   | Emilio Lunghi       | Sport Pedestre Genova         | Londra            | 20 luglio 1908    |             |
| 1'54"1/5                   | Emilio Lunghi       | Sport Pedestre Genova         | Londra            | 21 luglio 1908    |             |
| 1'52"4/5                   | Emilio Lunghi       | Irish American Athletic Club  | Montréal          | 15 settembre 1909 | y           |
| 1'52"1/5                   | Ettore Tavernari    | AS La Fratellanza 1874        | Parigi            | 20 maggio 1929    |             |
| 1'50"3/5                   | Luigi Beccali       | Pro Patria Milano             | Firenze           | 24 settembre 1933 |             |
| 1'50"6                     | Mario Lanzi         | Pro Patria Milano             | Malmö             | 15 agosto 1936    |             |
| 1'50"5                     | Mario Lanzi         | Gruppo Sportivo Baracca       | Milano            | 29 giugno 1937    |             |
| 1'51"1                     | Mario Lanzi         | Gruppo Sportivo Baracca       | Londra            | 1º agosto 1938    | y           |
| 1'49"5                     | Mario Lanzi         | Gruppo Sportivo Baracca       | Pisa              | 10 giugno 1939    |             |
| 1'49"0                     | Mario Lanzi         | Gruppo Sportivo Baracca       | Milano            | 15 luglio 1939    |             |
| 1'49"0                     | Mario Lanzi         | Gruppo Sportivo Baracca       | Bologna           | 29 giugno 1941    |             |
| 1'48"7                     | Francesco Bianchi   | Pro Sesto Atletica            | Trieste           | 20 luglio 1963    |             |
| 1'48"6                     | Francesco Bianchi   | Pro Sesto Atletica            | Parigi            | 12 giugno 1964    |             |
| 1'48"3                     | Francesco Bianchi   | Pro Sesto Atletica            | Roma              | 10 luglio 1965    |             |
| 1'48"0                     | Gianni Del Buono    | CUS Roma                      | Grosseto          | 30 luglio 1968    |             |
| 1'47"8                     | Franco Arese        | Fiat Torino                   | Città del Messico | 4 ottobre 1968    |             |
| 1'47"3                     | Franco Arese        | Atletica Balangero            | Reggio Emilia     | 8 giugno 1969     |             |
| 1'47"1                     | Franco Arese        | Atletica Balangero            | Praga             | 26 giugno 1971    |             |
| 1'47"1                     | Franco Arese        | Alco Rieti                    | Viareggio         | 11 agosto 1972    |             |
| 1'46"6                     | Franco Arese        | Alco Rieti                    | Rieti             | 17 settembre 1972 |             |
| 1'46"4                     | Marcello Fiasconaro | CUS Torino                    | Stellenbosch      | 26 giugno 1973    |             |
| 1'46"3                     | Marcello Fiasconaro | CUS Torino                    | Pretoria          | 7 aprile 1973     |             |
| 1'45"2                     | Marcello Fiasconaro | CUS Torino                    | Potchefstroom     | 22 aprile 1973    |             |
| 1'44"7                     | Marcello Fiasconaro | CUS Torino                    | Johannesburg      | 27 aprile 1973    |             |
| 1'43"7                     | Marcello Fiasconaro | CUS Torino                    | Milano            | 27 giugno 1973    | [ 1 ] [ 2 ] |
| Cronometraggio elettronico |                     |                               |                   |                   |             |
| 1'43"74                    | Andrea Longo        | Gruppo Sportivo Fiamme Oro    | Rieti             | 3 settembre 2000  |             |